# Ambrosio Ortega
Ambrosio Ortega Alonso, conocido con el nombre artístico de Brosio (Barruelo de Santullán, 14 de marzo de 1925-Palencia, 14 de julio de 2015) fue un pintor español. Estuvo considerado uno de los acuarelistas más prominentes del país, y dedicó gran parte de su obra a motivos mineros, por lo que fue denominado el pintor de los mineros. Fue también la persona que más años pasó en las cárceles españolas por motivos políticos durante el franquismo, al permanecer en diversas prisiones desde 1947 hasta 1970. Su hermano fue el líder de la guerrilla maqui Mariano Ortega Alonso.

## Biografía
Ambrosio Ortega nació en Barruelo de Santullán, la cuna de la cuenca minera palentina, en una época de especial conflictividad social y laboral en la comarca. Nacido en el seno de una familia muy humilde, dedicó su niñez al trabajo con el ganado y en el campo, aunque esta quedó marcada por los sucesos revolucionarios de 1934 y la guerra civil española. Su hermano mayor, Mariano, se convirtió en el líder de la guerrilla antifranquista en la zona tras el final de la guerra, época en la que Brosio comenzó a trabajar en el célebre pozo Calero de Barruelo.
Desarrolló entonces una intensa actividad política ligada al ilegalizado Partido Comunista de España, y convirtiéndose en enlace del maquis, colaboraba estrechamente con la guerrilla liderada por su hermano. Su trabajo, según sus propias palabras, consistía en «llevarles la prensa, tabaco, ropa limpia y toda la información que podía». En 1947 ambos fueron detenidos en Bilbao. Mariano y Ambrosio fueron condenados a muerte por el régimen franquista, aunque sólo el primero fue ejecutado, en Palencia en 1951. Brosio recibió una nueva condena a muerte por el régimen franquista, aunque también le fue conmutada, cumpliendo 23 años de prisión en diversos penales, como Burgos y El Dueso. En El Dueso participó en una fuga fallida en 1950, que le supuso la ampliación de su pena, establecida en 20 años máximo por motivos políticos. Durante su estancia en prisión, entabló amistad con otros intelectuales encarcelados también por su filiación política, como Antonio Buero Vallejo, Agustín Ibarrola y Marcos Ana, con quienes formó parte de la llamada Universidad de Burgos. También en la cárcel despertó en él la pasión que ya de niño había cultivado: la pintura. De forma autodidacta, plasmó su creatividad en duras y oscuras escenas de mina y cárcel, alcanzando una especial brillantez en el arte de la acuarela.
Fue puesto en libertad en 1970, como consecuencia de las presiones internacionales ejercidas sobre el franquismo, convirtiéndose en el preso político que más años pasó en cautiverio durante la época. Tras recuperar la libertad, y sufriendo graves secuelas físicas, retornó a su localidad natal de Barruelo.
Llevó a cabo sus primeras exposiciones en Gijón, Oviedo, Avilés, Bilbao y Madrid. En 1977 expuso una de sus acuarelas con motivos mineros en un homenaje a Pablo Picasso. En esa época le llegaron sus mayores reconocimientos, siendo inmortalizado en una famosa instantánea por el fotógrafo Alberto Schommer y apareciendo en la revista Cambio 16. Pero cuando estaba a punto de exponer en Nueva York, su trayectoria se vio truncada cuando súbitamente entró en coma víctima de una encefalopatía de la que se recuperó, pero que le limitó de forma muy importante facultades vitales como caminar o escribir. Tras un tiempo de recuperación, retomó su actividad pictórica.
En 2011, el grupo municipal de Izquierda Unida en el Ayuntamiento de Palencia propuso que le fuera dedicada una calle de la ciudad, aunque la propuesta fue desestimada. Ese año expuso su obra recopilatoria "El pintor de los mineros" en el Museo de la Siderurgia y la Minería de Castilla y León y en la Sala de Exposiciones de la Diputación Provincial de Palencia.
Los últimos años de su vida, aquejado de la enfermedad de Parkinson, los pasó en una residencia en Bárcena de Campos. Falleció el 14 de julio de 2015, a los 90 años de edad en el Hospital Río Carrión de Palencia, donde fue trasladado por una complicación en su estado de salud. Por su expreso deseo, sus cenizas fueron esparcidas en las inmediaciones de Salcedillo.

## Obra
Brosio está considerado un maestro en el arte de la acuarela, especialidad en la que ha representado los temas importantes de sus vivencias, como el trabajo en el campo, la mina y la cárcel. Ha expuesto sus trabajos en varias galerías de arte de Asturias, Madrid, País Vasco y Quito. Es autor, junto a los artistas vascos Alejandro Quincoces, Roberto Zalbidea, Justo Sanfelices y Ángel Cañada, de los frescos de las bóvedas de Los Arcos de la Ribera, en Bilbao, pintados en 1989.
Las acuarelas de Brosio son particularmente peculiares, con una mezcla de tonos fríos y cálidos que les dan un dramatismo comparable a la aerografía, donde las figuras de los mineros se difuminan con el entorno. Algunos críticos y estudiosos de la acuarela advierten en su obra "una maestría fuera de lo normal en el manejo de las aguadas y de la luz, así como en el deslumbrante expresionismo de rostros, figuras y escenarios".

## Galería
Detalle de algunos de los frescos pintados por Brosio en Los Arcos de La Ribera, en Bilbao.

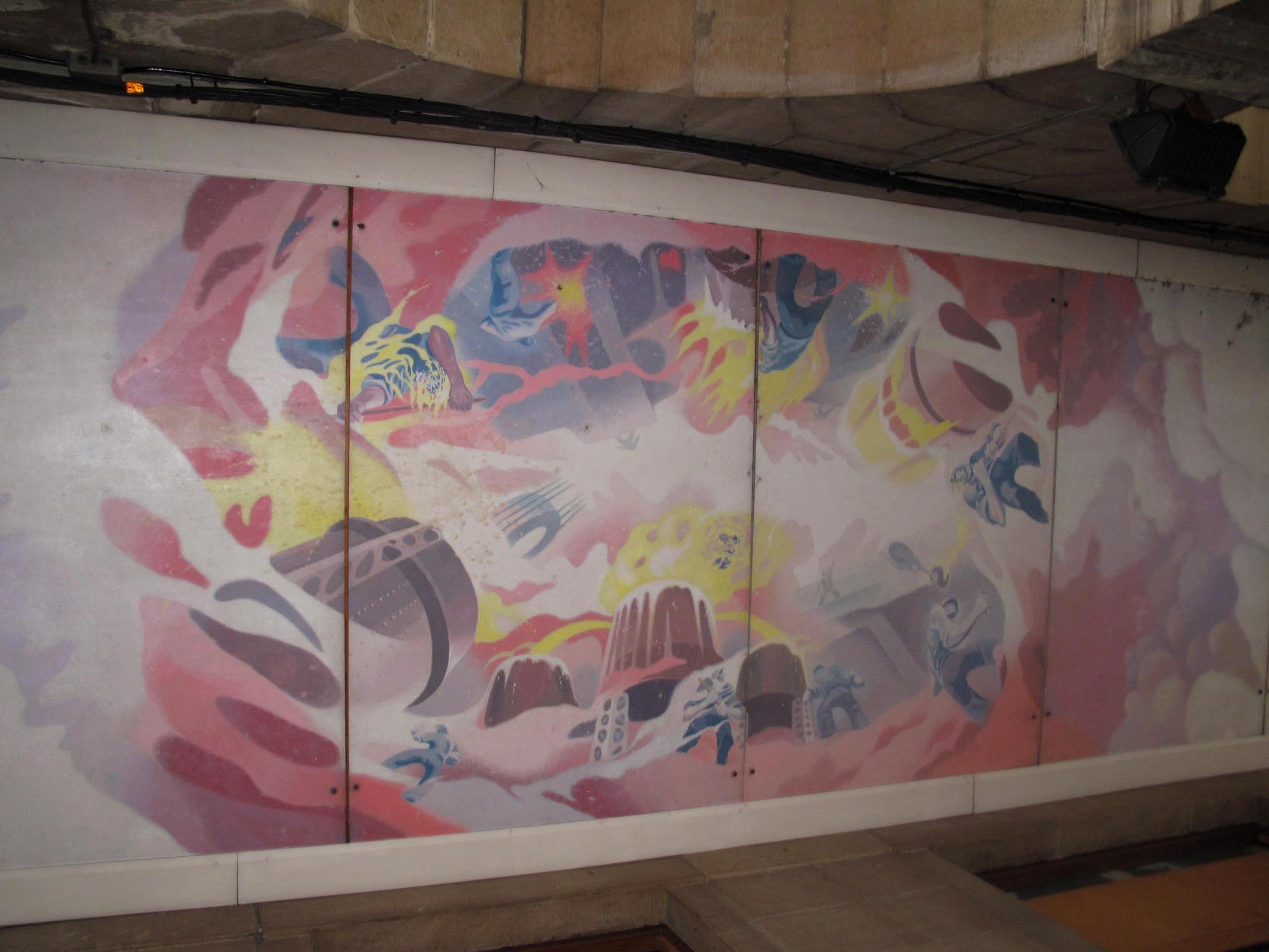
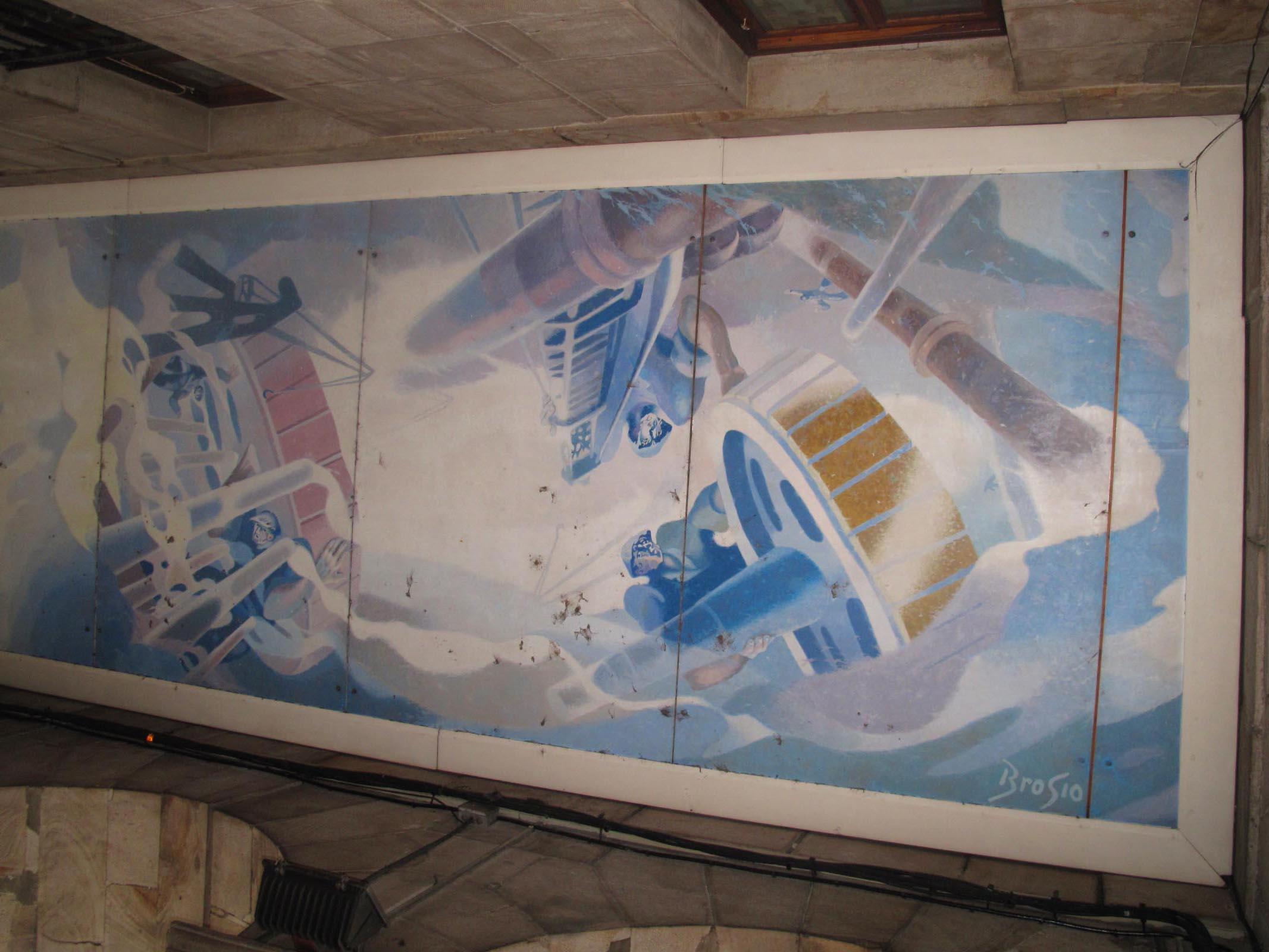
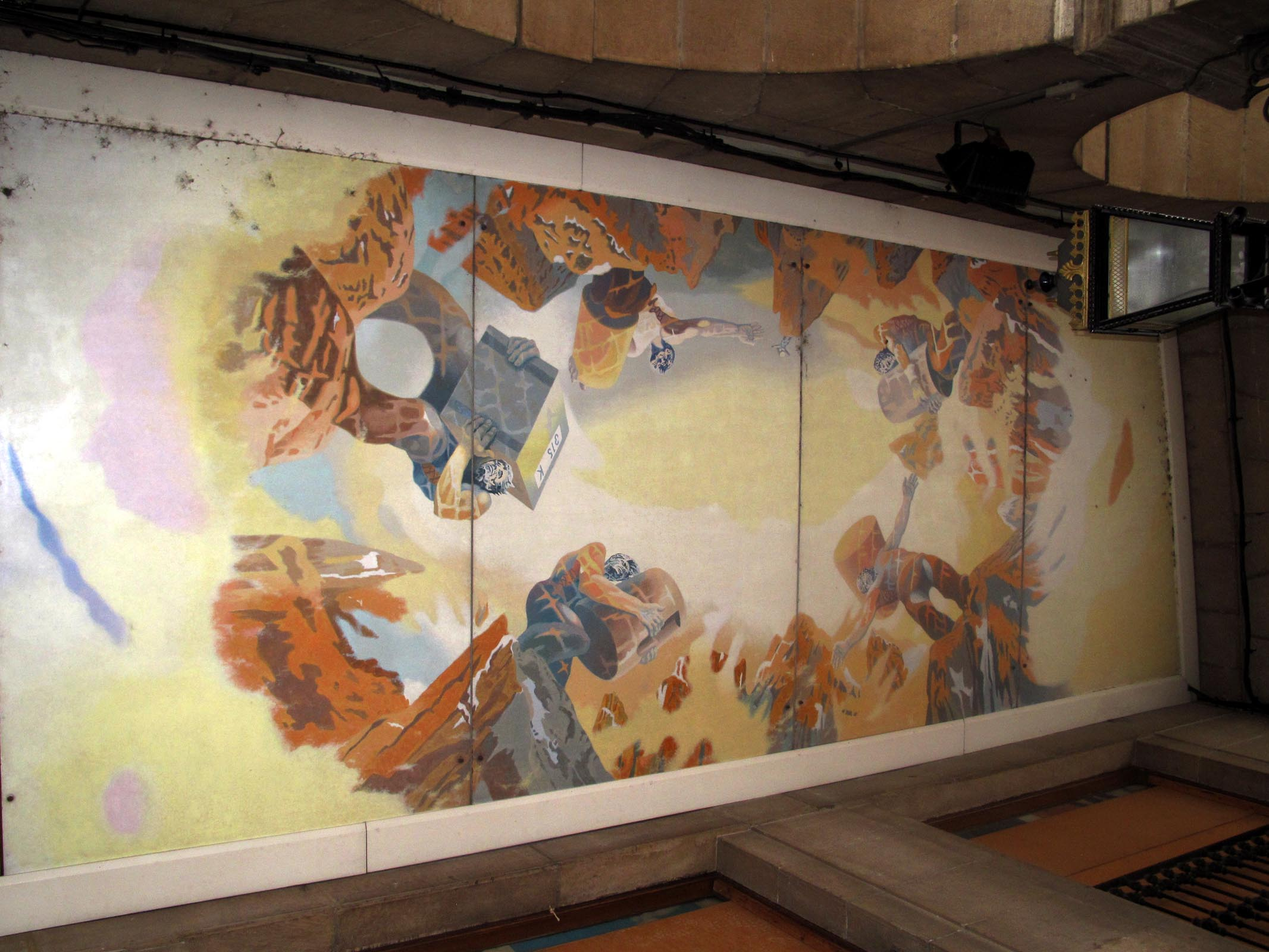